# Kanton Saint-Privat
Kanton Saint-Privat (francouzsky Canton de Saint-Privat) je francouzský kanton v departementu Corrèze v regionu Limousin. Tvoří ho 10 obcí.

## Obce kantonu
- Auriac
- Bassignac-le-Haut
- Darazac
- Hautefage
- Rilhac-Xaintrie
- Saint-Cirgues-la-Loutre
- Saint-Geniez-ô-Merle
- Saint-Julien-aux-Bois
- Saint-Privat
- Servières-le-Château